# آخائیکوس
آخائیکوس (انگلیسی: Achaicus of Corinth) مسیحی اهل شهر قُرنتُس واقع در منطقه اخائیه در امپراتوری روم بود که نام او در رساله نخست قرنتیان که توسط پولس رسول به‌سوی مبلغان منطقه قرونتس فرستاده شده بود در کنار نام‌های فرتوناتس و استفان ذکر شده است. نام او در کلیسای ارتدکس شرقی  جزو هفتاد حواری آماده است که در انجیل لوقا از عیسی پیروی کردند. آخائیکوس علاوه بر کلیسا ارتدوکس در کلیسای کاتولیک نیز مورد ستایش قرار می‌گیرد.